# Groot Hemmeerpolder
De Groot Hemmeerpolder is een polder en voormalig waterschap bij Warmond in de Nederlandse provincie Zuid-Holland, momenteel in de gemeente Teylingen. De polder ontstond bij de drooglegging van het Hemmeer in 1624.
De Groot- en Klein Hemmeerpolder werden later samengevoegd tot Verenigde Hof-, Groot- en Kleine Hemmeerpolder.

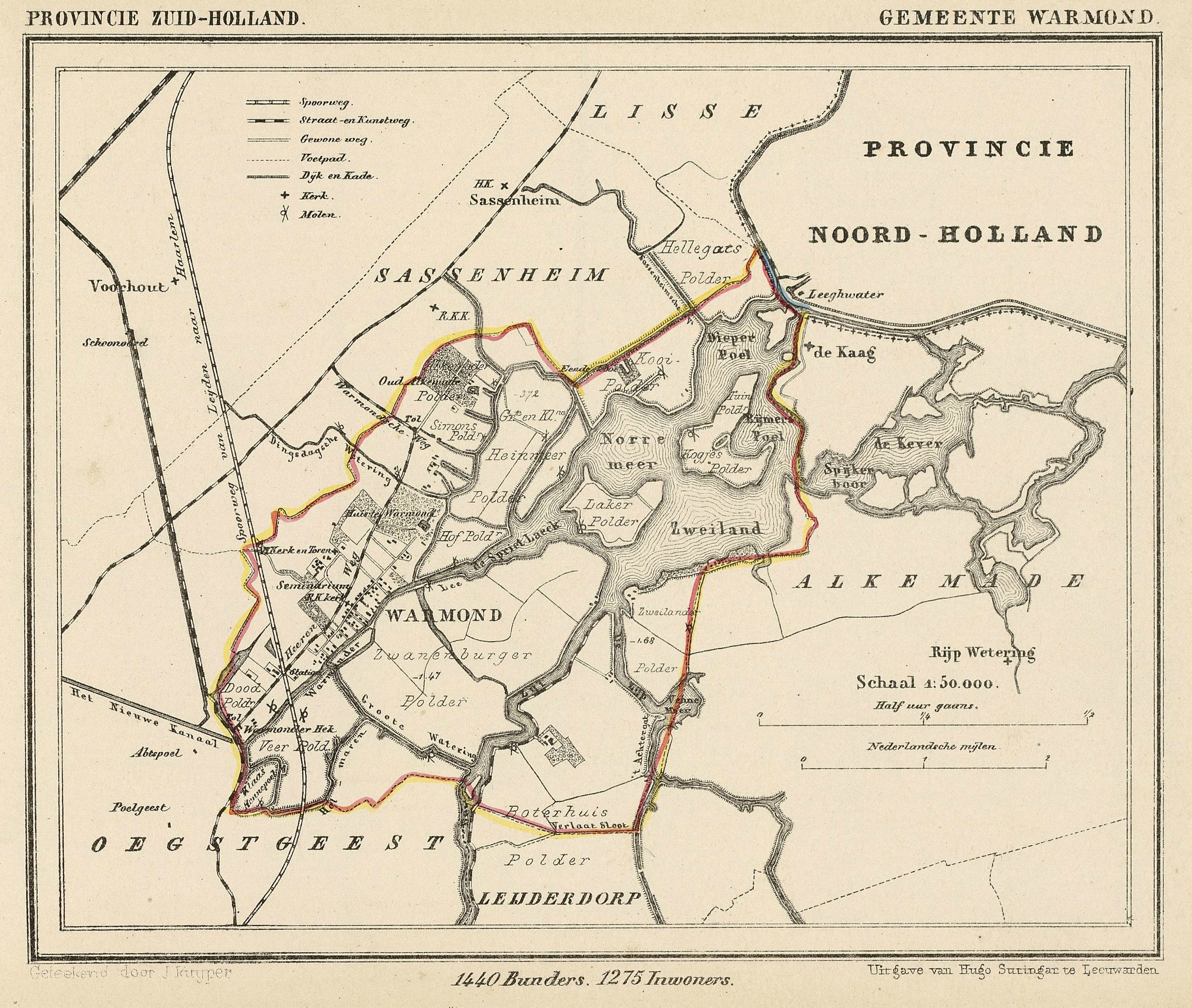
De Groot- en Klein Hemmeerpolder worden op deze kaart van de voormalige gemeente Warmond uit ca. 1865 abusievelijk aangeduid als de Groot- en Klein Heinmeerpolder.